# Абразивна обробка

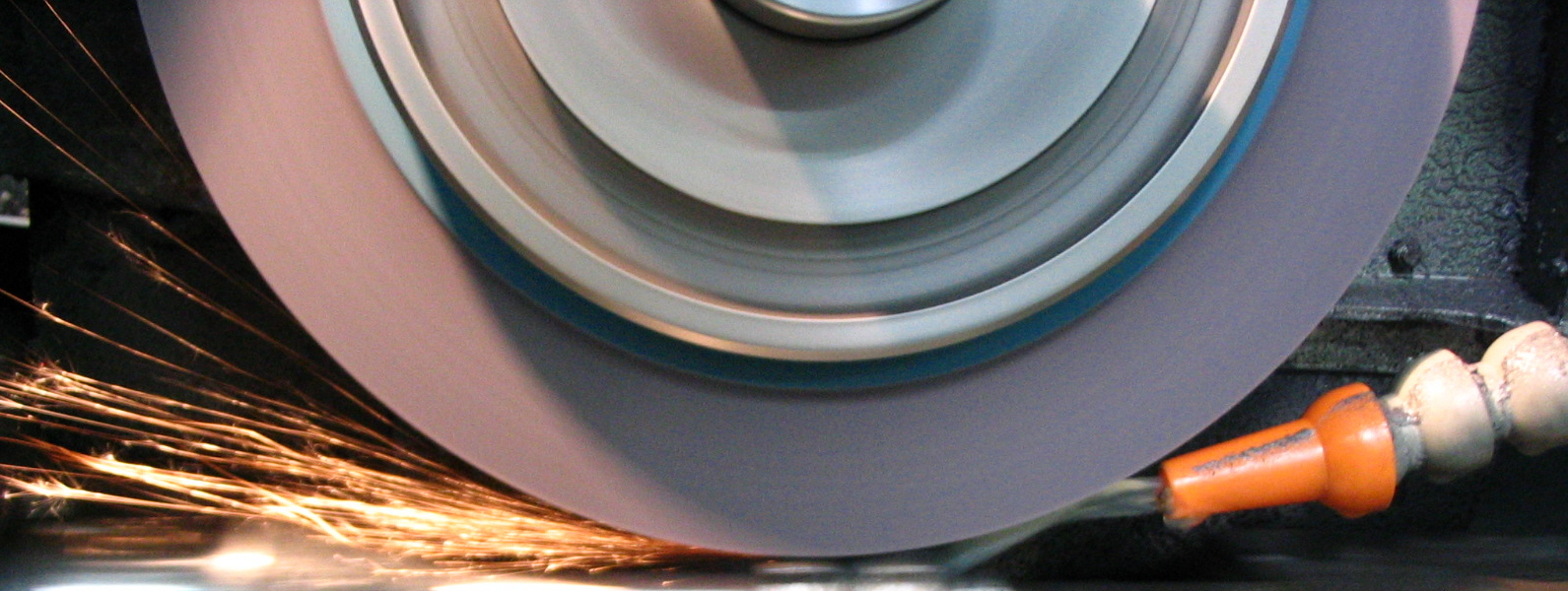

Абразивна обробка, Абразивне обробляння  (рос. абразивная обработка; англ. abrasive machining; нім. abrasive Behandlung f)— механічна обробка виробів з металу, деревини, пластмаси, скла, шкіри та інших матеріалів абразивним інструментом.
Застосовується як у випадку, коли потрібна підвищена точність і якість обробки поверхні, так і для чорнового обдирання, різання заготовок, заточення різальних інструментів.

## Різновиди
До абразивної обробки належать шліфування, полірування, хонінгування, притирання, суперфінішування та інші види олицювальної обробки. Спільним для всіх видів абразивного обробляння є використання у ролі різального елемента абразивних зерен, грані яких при перетині утворюють різальні крайки, що грають роль мініатюрних різців.
Абразивні зерна можуть використовуватися: у вільному вигляді (порошки, пасти, суспензії), наприклад при притиранні чи гідроабразивній обробці; на гнучкій підкладці (шкурка, стрічка) — переважно при чистовій обробці (поліруванні, хонінгуванні, доведенні тощо) після шліфування — найпоширенішого виду абразивної обробки. При шліфуванні найчастіше застосовують тверді абразивні і алмазні інструменти (шліфувальні круги, сегменти, бруски), у яких зерна скріплені спеціальними зв'язками (керамічною, бакелітовою, вулканітовою, гліфталевою, магнезіальною тощо).
З метою інтенсифікації процесу та збільшення продуктивності абразивне обробляння може здійснюватися разом з додатковими фізичним (наприклад, вібрацією, ультразвуком, електричним або магнітним полем) чи хімічним впливом на матеріал або з уведенням в область обробки водно-абразивної суспензії (рідинно-абразивне шліфування та полірування, поверхневе зміцнення тощо).

## Галерея

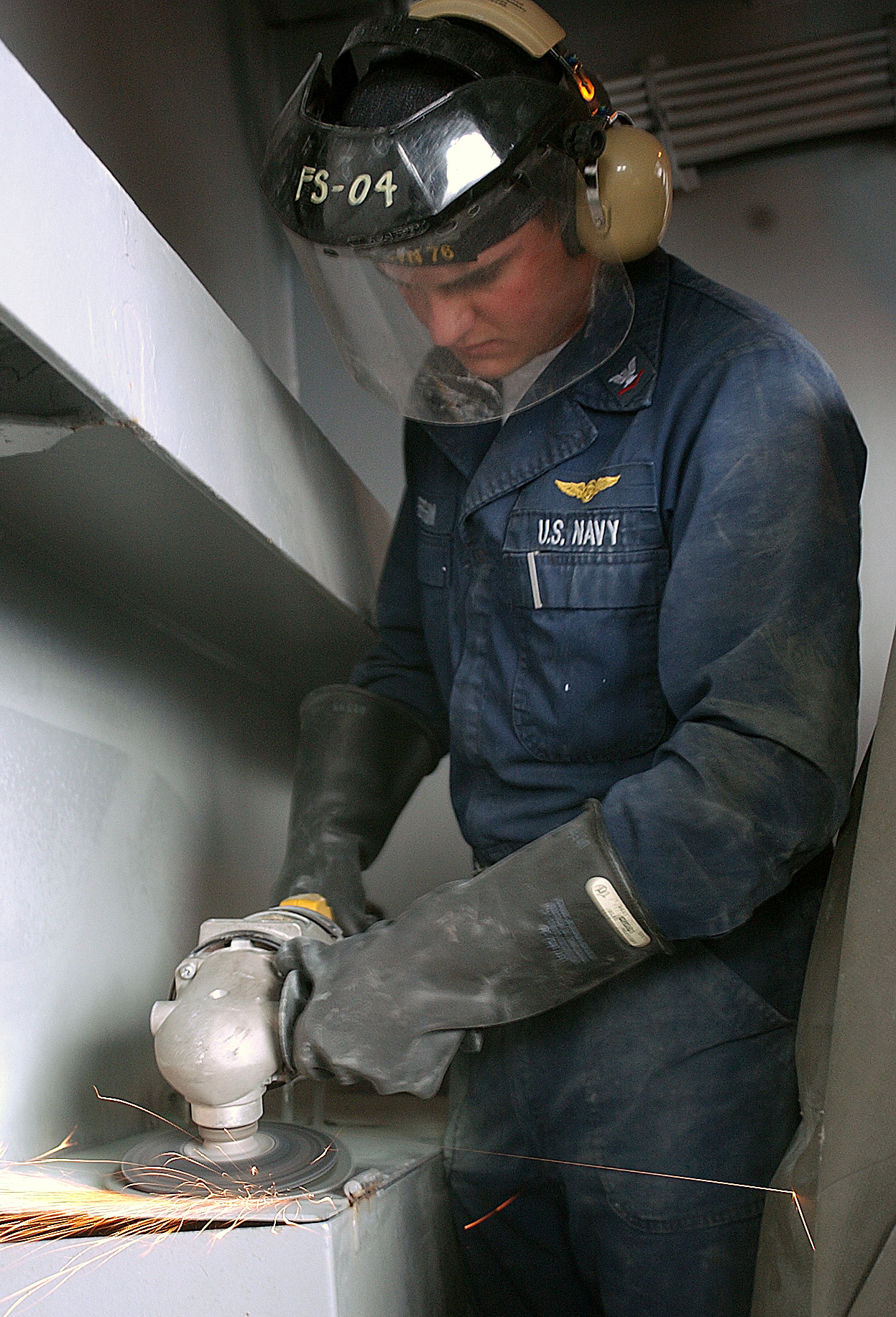
обробка поверхні Кутовою шліфувальною машиною
електроточило
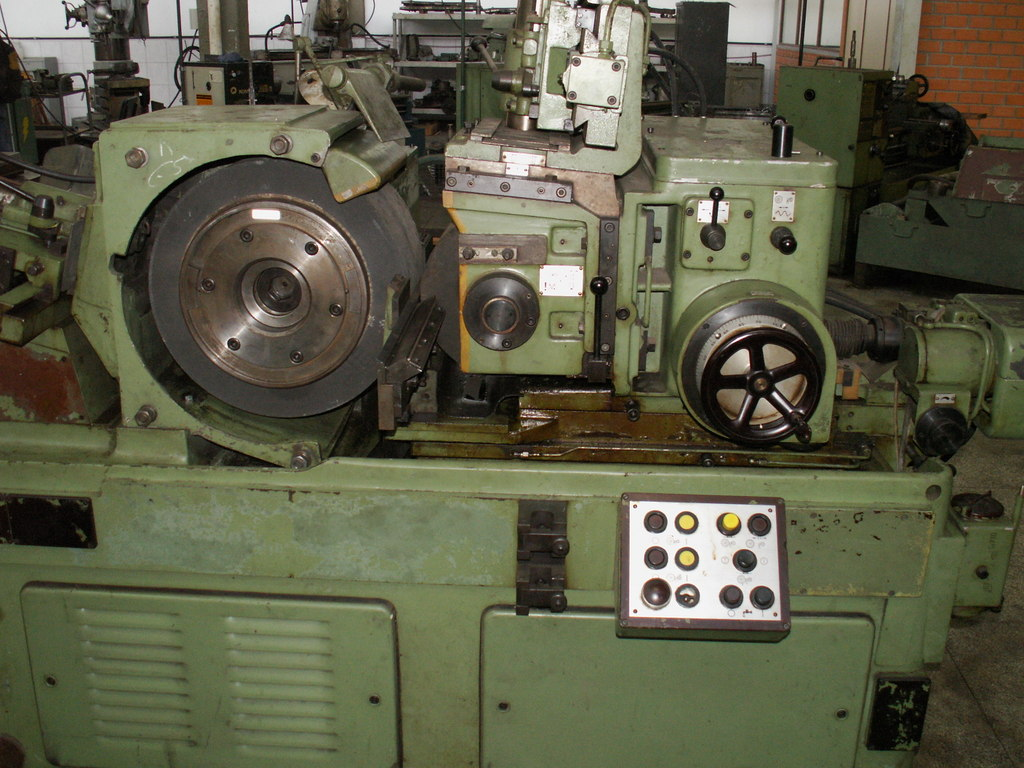
безцентровошліфувальний верстат
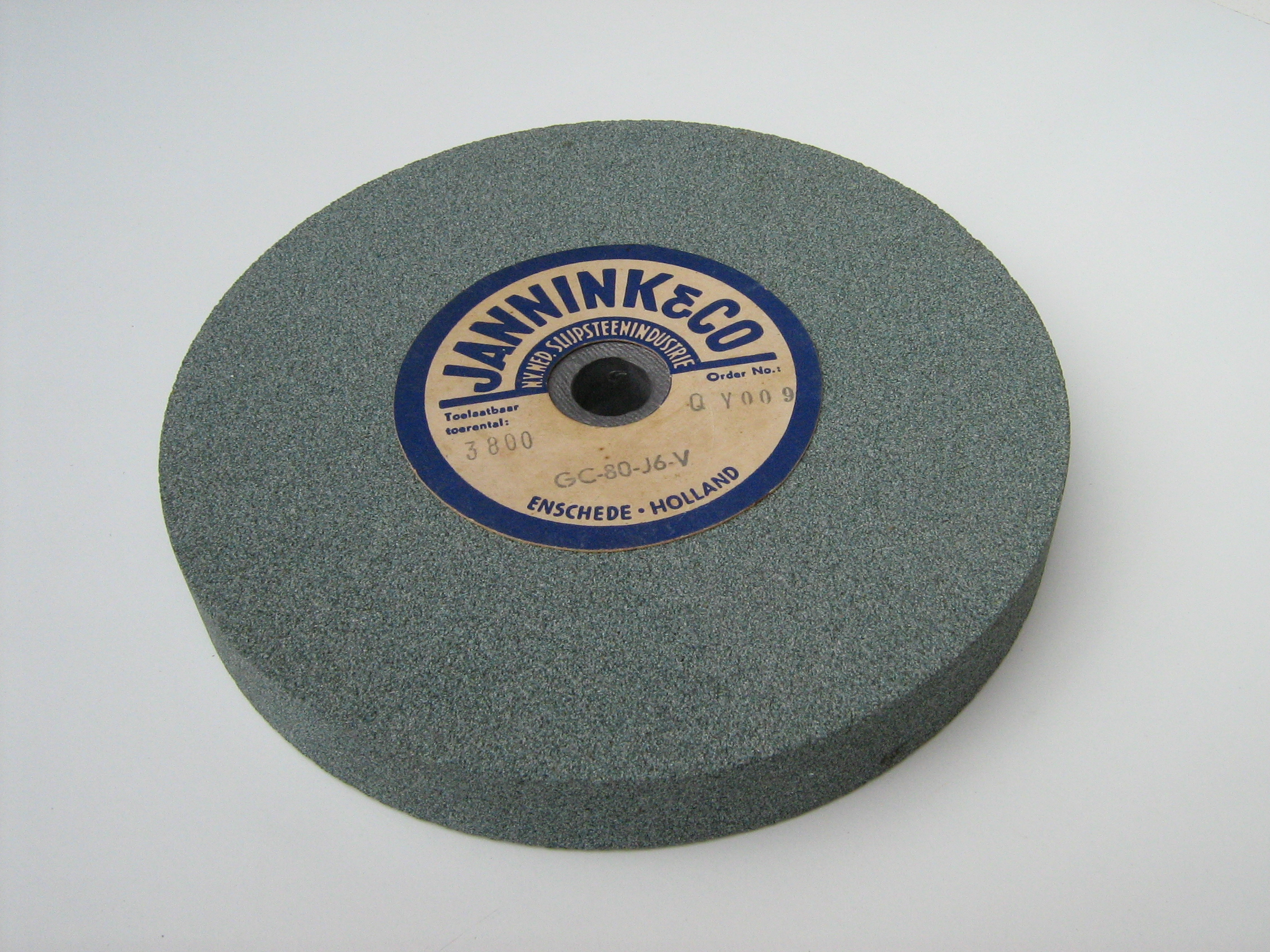
шліфувальний круг
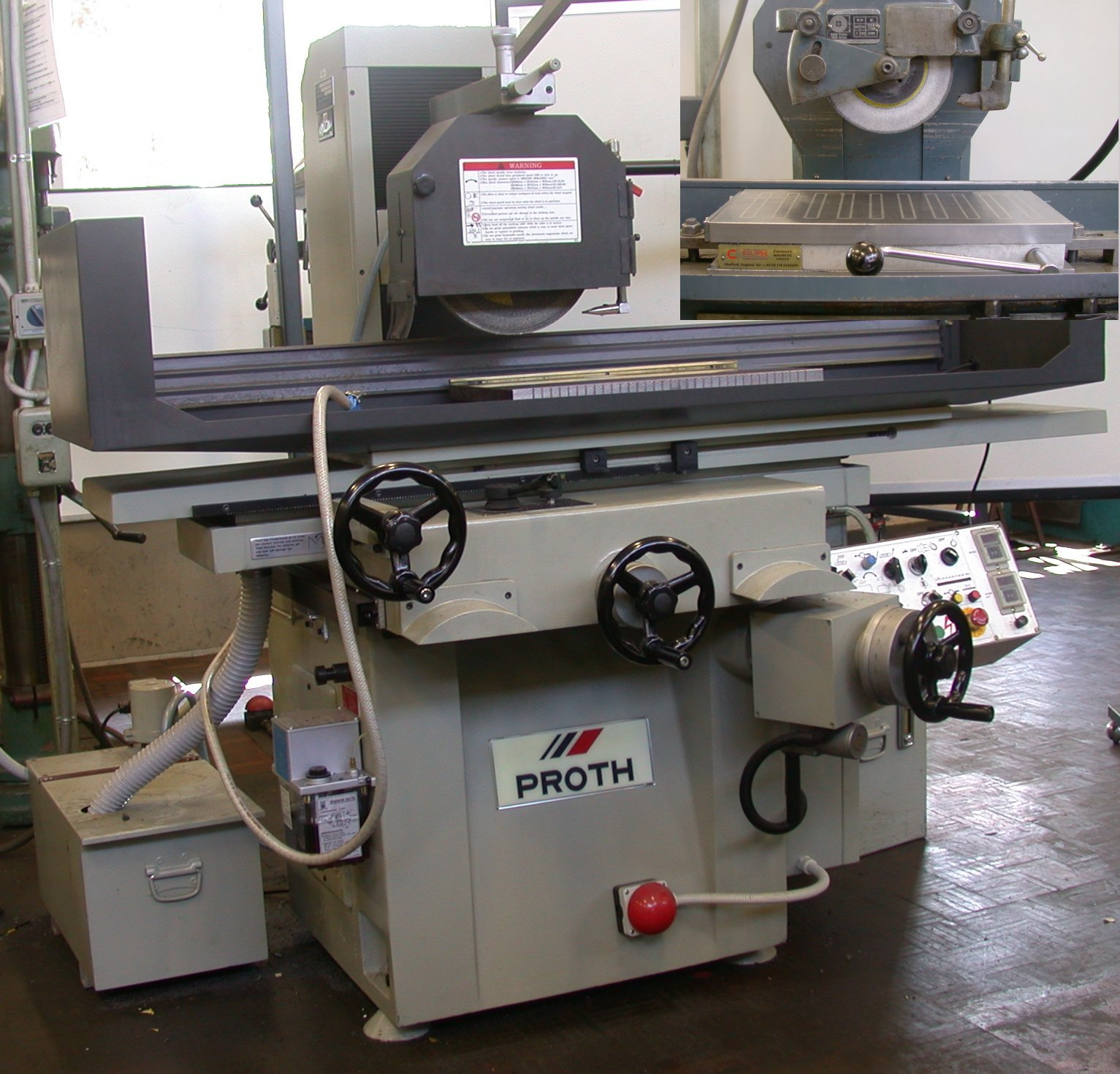
плоскошліфувальний верстат
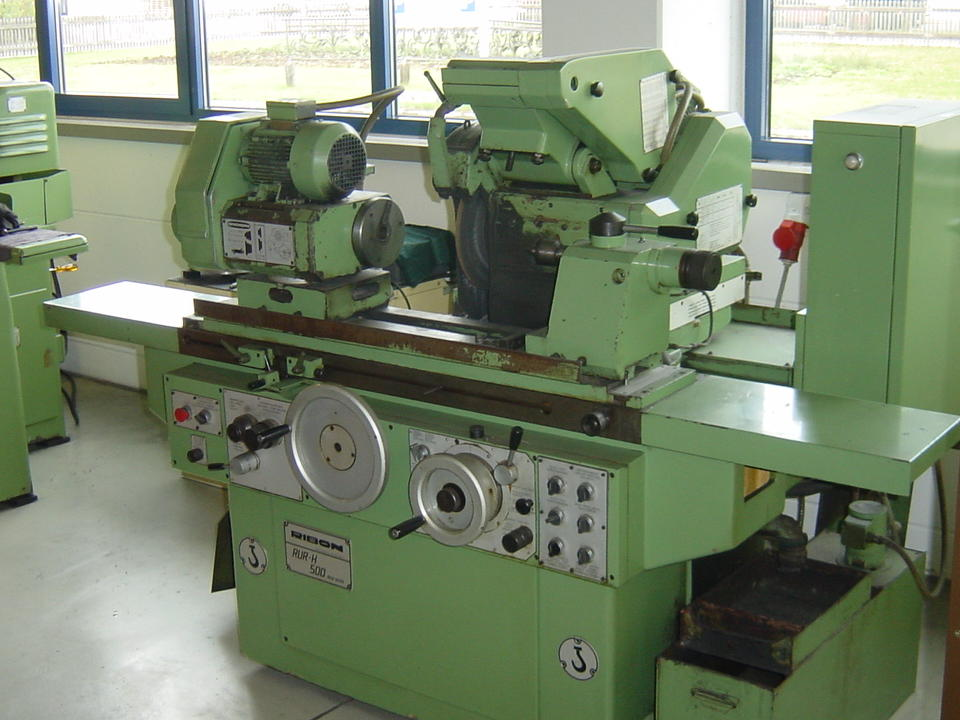
круглошліфувальний верстат